# Leipoxais acharis
Leipoxais acharis är en fjärilsart som beskrevs av Erich Martin Hering 1928. Leipoxais acharis ingår i släktet Leipoxais och familjen ädelspinnare. Inga underarter finns listade i Catalogue of Life.